# Juan Estany i Rius
Joan Estany i Rius (Alcira, Ribera Alta, 1903 - Santa Cruz de Tenerife, 10 de febrero de 1983), fue un compositor y director de orquesta español, afincado posteriormente en Tenerife, donde se lo conocía como Don Juan Estany o Maestro Estany.
Hijo de artistas catalanes (de padre tenor y madre tiple), se traslada a Barcelona con su familia donde estudia en la Escuela Municipal de Música de Barcelona con los maestros Gelabert, Quintás, Canal S. Morena y Nicolau. A los diecisiete años de edad debuta como director en el Teatre Còmic de la capital catalana.
En 1924 recala en Tenerife con una compañía lírica. El Ayuntamiento de la ciudad de La Laguna, por aquellos momentos, necesitaba de alguien que pudiera hacerse cargo de la dirección de la Banda Municipal, cosa que acepta provisionalmente. Al poco tiempo, se convierte en un músico polifacético. Destaca como pianista, compositor, arreglista, director, maestro concertador y  profesor de música. Entre sus cargos fue director artístico del grupo lírico de la Masa Coral Tinerfeña. También estuvo vinculado al cuadro artístico Escuela de Arte, dedicado al género lírico. Dirige obras escénicas en diferentes países europeos, en el norte de África (Alger y Egipto) y en Asia Oriental (Japón, China y Filipinas).
Es autor de las zarzuelas (selección):
- Juegos de amor (1925)
- La mocita del barrio (1928)
- No se puede ser guapo (1932)
- Rosa de embajadores (1934)
- La Cenicienta (1938)
- Para nobleza, Aragón
- De mala casta
- El novio de mi novia

Son estas obras cuartetos de cuerda, un concierto para piano y orquesta y música para ballets. Su hija Luisa Estany Cabrera (Santa Cruz de Tenerife, 19 de febrero de 1926-10 de septiembre de 2007), así como su hija Montserrat Candelaria Estany Cabrera (3 de agosto de 1928 - 27 de noviembre de 2005) fueron reconocidas cantantes líricas en las Islas Canarias. 